# (37332) 2001 QJ140
2001 QJ140 (asteroide 37332) é um asteroide da cintura principal. Possui uma excentricidade de 0.09964490 e uma inclinação de 12.67266º.
Este asteroide foi descoberto no dia 22 de agosto de 2001 por LINEAR em Socorro.